# Helicoconis csorbai
Helicoconis csorbai är en insektsart som beskrevs av György Sziráki 1999. Helicoconis csorbai ingår i släktet Helicoconis och familjen vaxsländor. Inga underarter finns listade i Catalogue of Life.